# 100 mètres masculin aux championnats du monde d'athlétisme 2022
Pour des articles plus généraux, voir Championnats du monde d'athlétisme 2022 et 100 mètres aux championnats du monde d'athlétisme.
Navigation
Doha 2019 Budapest 2023
L'épreuve du 100 mètres masculin des championnats du monde de 2022 se déroule les 15 et 16 juillet 2022 au sein du stade Hayward Field à Eugene, aux États-Unis.

## Mimimas de qualification
Le minima de qualification est fixé à 10 s 05, la période de qualification est comprise entre le 27 juin 2021 et le 26 juin 2022.

## Résultats

### Finale
Vent : - 0,1 m/s
| Rang               | Couloir | Athlète                | Pays           | Temps   | Notes  |
| ------------------ | ------- | ---------------------- | -------------- | ------- | ------ |
| Médaille d'or      | 4       | Fred Kerley            | États-Unis     | 9 s 86  |        |
| Médaille d'argent  | 3       | Marvin Bracy           | États-Unis     | 9 s 88  | (.874) |
| Médaille de bronze | 8       | Trayvon Bromell        | États-Unis     | 9 s 88  | (.876) |
| 4                  | 6       | Oblique Seville        | Jamaïque       | 9 s 97  |        |
| 5                  | 5       | Akani Simbine          | Afrique du Sud | 10 s 01 |        |
| 6                  | 7       | Christian Coleman      | États-Unis     | 10 s 01 |        |
| 7                  | 1       | Abdul Hakim Sani Brown | Japon          | 10 s 06 |        |
| 8                  | 2       | Aaron Brown            | Canada         | 10 s 07 |        |

### Demi-finales
Les 2 premiers de chaque série (Q) et les 2 meilleurs temps (q) se qualifient pour la finale.
| Rang | Série | Athlète                | Pays             | Temps        | Notes |
| ---- | ----- | ---------------------- | ---------------- | ------------ | ----- |
| 1    | 3     | Oblique Seville        | Jamaïque         | 9.90         | Q     |
| 2    | 3     | Marvin Bracy           | États-Unis       | 9.93         | Q     |
| 3    | 1     | Akani Simbine          | Afrique du Sud   | 9.97 [.966]  | Q, SB |
| 4    | 1     | Trayvon Bromell        | États-Unis       | 9.97 [.967]  | Q     |
| 5    | 2     | Fred Kerley            | États-Unis       | 10.02        | Q     |
| 6    | 2     | Christian Coleman      | États-Unis       | 10.05 [.042] | Q     |
| 7    | 1     | Abdul Hakim Sani Brown | Japon            | 10.05 [.044] | q     |
| 8    | 3     | Aaron Brown            | Canada           | 10.06        | q, SB |
| 9    | 1     | Yohan Blake            | Jamaïque         | 10.12 [.111] |       |
| 10   | 1     | Emmanuel Matadi        | Liberia          | 10.12 [.113] |       |
| 11   | 3     | Favour Ashe            | Nigeria          | 10.12 [.118] |       |
| 12   | 2     | Zharnel Hughes         | Royaume-Uni      | 10.13        |       |
| 13   | 3     | Ferdinand Omanyala     | Kenya            | 10.14        |       |
| 14   | 3     | Erik Cardoso           | Brésil           | 10.15        |       |
| 15   | 1     | Arthur Cissé           | Côte d'Ivoire    | 10.16        |       |
| 16   | 3     | Letsile Tebogo         | Botswana         | 10.17        |       |
| 17   | 1     | Rodrigo do Nascimento  | Brésil           | 10.19 [.185] |       |
| 18   | 2     | Ackeem Blake           | Jamaïque         | 10.19 [.190] |       |
| 19   | 1     | Raymond Ekevwo         | Nigeria          | 10.20        |       |
| 20   | 2     | Andre De Grasse        | Canada           | 10.21        |       |
| 21   | 2     | Ryuichiro Sakai        | Japon            | 10.23        |       |
| 22   | 2     | Edward Osei-Nketia     | Nouvelle-Zélande | 10.29        |       |
| 23   | 2     | Su Bingtian            | Chine            | 10.30        |       |
|      | 3     | Marcell Jacobs         | Italie           | DNS          | DNS   |

### Séries
Les 3 premiers de chaque série (Q) et les 3 meilleurs temps (q) se qualifient pour les demi-finales.
| Rang | Série | Athlète                 | Pays                             | Temps | Notes        |
| ---- | ----- | ----------------------- | -------------------------------- | ----- | ------------ |
| 1    | 2     | Fred Kerley             | États-Unis                       | 9.79  | Q            |
| 2    | 3     | Trayvon Bromell         | États-Unis                       | 9.89  | Q            |
| 3    | 4     | Oblique Seville         | Jamaïque                         | 9.93  | Q            |
| 4    | 5     | Letsile Tebogo          | Botswana                         | 9.94  | Q, WU20R, NR |
| 5    | 2     | Zharnel Hughes          | Royaume-Uni                      | 9.97  | Q, =SB       |
| 6    | 7     | Abdul Hakim Sani Brown  | Japon                            | 9.98  | Q, SB        |
| 7    | 2     | Emmanuel Matadi         | Liberia                          | 9.99  | Q            |
| 8    | 2     | Favour Ashe             | Nigeria                          | 10.00 | q            |
| 9    | 3     | Arthur Cissé            | Côte d'Ivoire                    | 10.02 | Q, SB        |
| 10   | 4     | Lamont Marcell Jacobs   | Italie                           | 10.04 | Q, =SB       |
| 11   | 5     | Yohan Blake             | Jamaïque                         | 10.04 | Q            |
| 12   | 1     | Marvin Bracy            | États-Unis                       | 10.05 | Q            |
| 13   | 5     | Aaron Brown             | Canada                           | 10.06 | Q, SB        |
| 14   | 5     | Akani Simbine           | Afrique du Sud                   | 10.07 | q            |
| 15   | 6     | Christian Coleman       | États-Unis                       | 10.08 | Q            |
| 16   | 7     | Edward Osei-Nketia      | Nouvelle-Zélande                 | 10.08 | Q, NR        |
| 17   | 7     | Ferdinand Omanyala      | Kenya                            | 10.10 | Q            |
| 18   | 3     | Rodrigo do Nascimento   | Brésil                           | 10.11 | Q            |
| 19   | 6     | Andre De Grasse         | Canada                           | 10.12 | Q            |
| 20   | 4     | Ryuichiro Sakai         | Japon                            | 10.12 | Q            |
| 21   | 2     | Su Bingtian             | Chine                            | 10.15 | q, =SB       |
| 22   | 1     | Ackeem Blake            | Jamaïque                         | 10.15 | Q            |
| 23   | 4     | Reece Prescod           | Royaume-Uni                      | 10.15 |              |
| 24   | 3     | Jerome Blake            | Canada                           | 10.16 |              |
| 25   | 7     | Ismail Kone             | Côte d'Ivoire                    | 10.17 |              |
| 26   | 1     | Raymond Ekevwo          | Nigeria                          | 10.17 | Q            |
| 27   | 1     | Cejhae Greene           | Antigua-et-Barbuda               | 10.17 |              |
| 28   | 6     | Erik Cardoso            | Brésil                           | 10.18 | Q            |
| 29   | 6     | Benjamin Azamati        | Ghana                            | 10.18 |              |
| 30   | 6     | Gift Leotlela           | Afrique du Sud                   | 10.19 |              |
| 31   | 3     | Yupun Abeykoon          | Sri Lanka                        | 10.19 |              |
| 32   | 4     | Julian Wagner           | Allemagne                        | 10.21 |              |
| 33   | 4     | Shainer Rengifo         | Cuba                             | 10.21 |              |
| 34   | 2     | Jerod Elcock            | Trinité-et-Tobago                | 10.22 |              |
| 35   | 7     | Felipe Bardi            | Brésil                           | 10.22 |              |
| 36   | 1     | Rohan Browning          | Australie                        | 10.22 |              |
| 37   | 7     | Joseph Paul Amoah       | Ghana                            | 10.22 |              |
| 38   | 5     | Samson Colebrooke       | Bahamas                          | 10.23 |              |
| 39   | 2     | Emanuel Archibald       | Guyana                           | 10.24 |              |
| 40   | 6     | Udodi Chudi Onwuzurike  | Nigeria                          | 10.26 |              |
| 41   | 5     | Jake Doran              | Australie                        | 10.29 |              |
| 42   | 1     | Chituru Ali             | Italie                           | 10.40 |              |
| 43   | 1     | Lalu Muhammad Zohri     | Indonésie                        | 10.42 | SB           |
| 44   | 7     | Clarence Munyai         | Afrique du Sud                   | 10.47 |              |
| 45   | 3     | Ebrahima Camara         | Gambie                           | 10.48 |              |
| 46   | 5     | Cesar Almiron           | Paraguay                         | 10.51 |              |
| 47   | 4     | Dorian Keletela         | Modèle:ART                       | 10.52 |              |
| 48   | 3     | Femi Ogunode            | Qatar                            | 10.52 | SB           |
| 49   | 6     | Hussein Ali Al Khafaji  | Irak                             | 10.55 |              |
| 50   | 7     | Lionel Tshimanga Muteba | République démocratique du Congo | 10.60 |              |
| 51   | 1     | Francesco Sansovini     | Saint-Marin                      | 10.71 |              |
| 52   | 7     | Noureddine Hadid        | Liban                            | 10.72 |              |
| 53   | 3     | Shaun Gill              | Belize                           | 10.77 |              |
| 54   | 2     | Hassan Saaid            | Maldives                         | 10.83 |              |
| 55   | 6     | Ildar Akhmadiev         | Tadjikistan                      | 10.85 |              |
| 56   | 5     | Melique García          | Honduras                         | 10.88 |              |
|      | 4     | Imranur Rahman          | Bangladesh                       |       | DNS          |

### Tour préliminaire
Les 2 premiers de chaque série (Q) et les 6 meilleurs temps (q) se qualifie pour le premier tour des séries.
| Rang | Série | Athlète                 | Pays                             | Temps | Notes |
| ---- | ----- | ----------------------- | -------------------------------- | ----- | ----- |
| 1    | 4     | Emanuel Archibald       | Guyana                           | 10.31 | Q     |
| 2    | 2     | Ebrahima Camara         | Gambie                           | 10.37 | Q     |
| 3    | 2     | Lalu Muhammad Zohri     | Indonésie                        | 10.46 | Q, SB |
| 4    | 2     | Imranur Rahman          | Bangladesh                       | 10.47 | q     |
| 5    | 4     | Dorian Keletela         | Modèle:ART                       | 10.48 | Q     |
| 6    | 1     | César Almirón           | Paraguay                         | 10.49 | Q     |
| 7    | 3     | Lionel Tshimanga Muteba | République démocratique du Congo | 10.64 | Q     |
| 8    | 3     | Hussein Ali Al Khafaji  | Irak                             | 10.65 | Q     |
| 9    | 1     | Ildar Akhmadiev         | Tadjikistan                      | 10.66 | Q     |
| 10   | 3     | Francesco Sansovini     | Saint-Marin                      | 10.67 | q     |
| 11   | 1     | Noureddine Hadid        | Liban                            | 10.68 | q, SB |
| 12   | 4     | Melique Garcia          | Honduras                         | 10.70 | q, SB |
| 13   | 1     | Shaun Gill              | Belize                           | 10.76 | q     |
| 14   | 1     | Hassan Saaid            | Maldives                         | 10.77 | q, SB |
| 15   | 3     | Craig Gill              | Gibraltar                        | 11.24 | SB    |
| 16   | 4     | Omar Aburouss           | Jordanie                         | 11.24 | SB    |
| 17   | 3     | Lataisi Mwea            | Kiribati                         | 11.43 |       |
| 17   | 4     | Said Gilani             | Afghanistan                      | 11.43 | SB    |
| 19   | 2     | Karalo Maibuca          | Tuvalu                           | 11.46 | SB    |
| 20   | 4     | Tikove Piira            | Îles Cook                        | 11.56 | SB    |
| 21   | 1     | Scott Fiti              | États fédérés de Micronésie      | 11.61 | SB    |
| 22   | 2     | Ignacio Blaluk          | Palaos                           | 11.66 | PB    |
| 23   | 3     | Nathan Crumpton         | Samoa américaines                | 11.71 | SB    |
| 24   | 1     | Mipham Yoezer Gurung    | Bhoutan                          | 11.86 | PB    |
| 25   | 2     | Nehumi Tuihalamaka      | Tonga                            | 12.22 | PB    |
|      | 4     | Banuve Tabakaucoro      | Fidji                            |       | DQ    |
|      | 2     | Ahmed Amaar             | Libye                            |       | DNS   |
|      | 3     | Boubacar Barry          | Guinée                           |       | DNS   |

## Légende
Records et Performances
- AR : Record continental (area record)
- CR : Record des championnats (championship record)
- MR : Record du meeting (meet record)
- NR : Record national (national record)
- OR : Record olympique (olympic record)
- PR : Record paralympique (paralympic record)
- PB : Record personnel (personal best)
- SB : Meilleure performance personnelle de la saison (season's best)
- WL : Meilleure performance mondiale de l'année (world leader)
- WJR : Record du monde junior (world junior record)
- WR : Record du monde (world record)

Circonstances et Conditions
- DNF : N'a pas terminé (did not finish)
- DNS : N'a pas pris le départ (did not start)
- DQ : Disqualification (disqualification)
- NM : Aucun essai valable enregistré (No Mark)
- Q : Qualifié « directement » au prochain tour (ou à la prochaine compétition), lors d'une compétition majeure, grâce au classement ou à la réalisation des minima (automatic qualifier)
- q : Qualifié au prochain tour (ou à la prochaine compétition), lors d'une compétition majeure, grâce au repêchage ou à la réalisation de l'une des meilleures performances parmi celles des « non qualifiés directement » (grâce au meilleur temps ou à la meilleure distance par exemple) (secondary qualifier)